# Landzmierz
Landzmierz/Landsmierz is een plaats in het Poolse district Kędzierzyńsko-Kozielski, woiwodschap Opole. De plaats maakt deel uit van de gemeente Cisek en telt 650 inwoners.